# Ganadería de toros de lidia Roberto Puga
Roberto Puga Castro, nacido en el Perú el 27 de junio de 1953, es el hijo menor de  Rafael Puga Estrada, quien fuera político y ganadero de La Pauca, ganadería de lidia que fundó  en 1949, antes de su desaparición tras la reforma agraria impulsada durante el gobierno militar de Juan Velasco Alvarado.

## Historia
Continuó con la vocación ganadera inmediatamente de restablecida la democracia peruana en los 80's, adquiriendo tierras y algo del poco ganado de lidia que aún quedaba las cooperativas agrarias creadas durante el gobierno militar de los 70's, fundando, en 1981, su ganadería en la finca Camponuevo, a 150 kilómetros al norte de Lima.
Poco tiempo demoró en desilusionarse de este ganado, en decadencia por la pésima selección para cruce de ejemplares, por lo que deshaciéndose totalmente de él, viajó a España para adquirir vacas y sementales de los más afamados hierros. Así, en octubre de 1986, importó al Perú un lote de 25 vacas preñadas y sus rastras con el semental #80 Esmerado de Jandilla, de los herederos de Juan Pedro Domecq Diez, y de 25 vacas preñadas y sus rastras de Torrestrella de Álvaro Domecq Díez. A este lote se agregó el semental 101 Buenarraza de Torrestrella, que había sido indultado en la limeña Plaza de Toros de Acho en 1983, y que el ganadero había adquirido ese año.
La importación de estas reses constituyó la primera realizada al Perú después de un lapso de 27 años, marcando los cimientos de la moderna ganadería peruana de toros de lidia. Buscó enriquecerla viajando repetidamente a España, entre 1988 y 1993, para traer pajillas de semen de probados sementales de ambas ganaderías matrices, consiguiendo producir y seleccionar a nuevos sementales y vacas madres, dentro del estilo y hechuras de su propio gusto, respetando siempre las características de su origen Domecq.
Los frutos se empezaron a ver en las ferias del Perú, y en Lima principalmente, en plazas donde tuvo inicialmente corridas y novilladas de éxito, aunque con algunas tardes de decepción, como en la cuarta corrida de abono de la Feria del Señor de los Milagros del 2012.
Desde el año 1995 las reses de este hierro pastan en los potreros de la Hacienda Montegrande, en el distrito de Salas del norteño departamento de Lambayeque. Consta la ganadería de vacas de vientre y sementales, predominando los pelos colorado, negro y burraco, típicos de su origen.

## Estadística

### Toros indultados
- Barbacana, número 75.
- Perdiguero,  el número 1.[6]
- Barbalimpia, el número 49.[7]
- Pesetero,  el número 73.[8]

### Faenas importantes
Entre las faenas importantes se encuentran: 
- Previsor, número 52, lidiado por el Niño de la Capea en 1993 en  la Plaza de Toros de Acho de cuya lidia el torero  obtuvo 2 orejas.[9]
- Bodeguero, número 81 lidiado por Finito de Córdoba en 2000 , de cuya lidia obtuvo dos orejas.[10]
- Rompetelas, número 37 lidiado por El Fandi en 2003 de cuya lidia obtuvo dos orejas.[11]
- Vencedor , número 81 toro de la presentación de Sebastián Castella en la plaza de Lima en el año 2003.[12]
- Victorioso, número 21, lidiado por César Jiménez de cuya lidia obtuvo dos orejas y el toro fue premiado con Escapulario de Plata al mejor toro de ese año.[13]
- Irritado, número 56,  y Puntero, número 60, ldiados por Miguel Ángel Perera en la temporada 2004, el diestro obtuvo por sus dos faenas un total de cuatro orejas que le valieron para ganar el Escapulario de Oro; el toro Puntero fue premiado con el Escapulario de Plata.[14]
- Artista, número 85, toro al que El Juli le cortó las dos orejas en una faena con la que obtuvo el Escapulario de Oro en la temporada 2005.[15]
- Altanero, número 57 premiados con el Escapulario de Plata 2005.[16]
- Previsor, número 73, obtuvo el trofeo al toro más bravo que otorga la Asociación de Peñas Taurinas del Perú, en 2005.[3]
- Victorioso,  número 52, sexto toro de última corrida de abono fue indultado en 2008, lidiado por Sebastián Castella, quien cortó las dos orejas simbólicas.[17]